# Соарес, Марсело дос Рейс
Марсело дос Рейс Соарес (исп. Marcelo Dos Reis Soares; 11 января 1974, Манаус, Бразилия), более известный как просто Марсело (исп. Marcelo) — испанский и бразильский  футболист, игрок в мини-футбол. Нападающий французского клуба «Тулуза». Выступал за сборные Бразилии и Испании.

## Биография
Первые годы карьеры провёл в бразильских клубах, пока в 1995 году не перебрался в клуб испанского чемпионата «Индастриас Гарсиа» (впоследствии переименованный в «Марфил Санта-Колома»). За девять лет в составе каталонского клуба Марсело не удалось выиграть с ним трофеев, однако бразилец (впоследствии оформивший себе испанское гражданство) в сезоне 1998/99 установил персональное достижение, став лучшим бомбардиром лиги. Покинув Каталонию, Марсело провёл по два сезона в клубах «Полярис Уорлд Картахена» и «Аскар Луго».
Марсело выходил в финал чемпионата Испании и с «Индастриас Гарсиа», и с «Полярис Уорлд Картахена», однако стать чемпионом Испании у него получилось только с «Эль-Посо», в составе которого он провёл сезон 2008/09. Следующий сезон он провёл уже с аутсайдером лиги «Аркебанса Самора», однако не смог спасти команду от вылета.
В 2010 году Марсело завершил 15-летний испанский отрезок своей карьеры и подписал контракт с московской «Диной». В июле 2012 года нападающий перешёл в другой московский клуб — КПРФ. В конце августа 2013 года он стал игроком английского клуба «Баку Юнайтед». В составе команды Марсело дважды выигрывал чемпионат Англии, а в январе 2015 года отправился в Чехию, где стал игроком клуба «Балтикфлора» из города Теплице.
Марсело стал обладателем Кубка Америки по мини-футболу 1995 года в составе сборной Бразилии. Однако нечёткая на тот момент структура мирового мини-футбола позволила ему впоследствии дебютировать за другую сборную — сборную Испании. В её составе он отправился на чемпионат мира 2004 года, где демонстрировал яркую игру и забил победный гол итальянцам в финале, принеся своей сборной титул сильнейшей на планете. Следующее мировое первенство 2008 года, проходившее в родной для него Бразилии, стало для Марсело менее удачным. Не блистая по ходу турнира, он ещё и не реализовал решающий пенальти в финальной послематчевой серии, таким образом обеспечив победу Бразилии, его родной стране.

## Достижения
- Чемпион мира по мини-футболу 2004
- Серебряный призёр чемпионата мира по мини-футболу 2008
- Победитель Кубка Америки по мини-футболу 1995
- Чемпион Европы по мини-футболу (2): 2005, 2007
- Чемпион Испании по мини-футболу: 2008/09
- Чемпион Англии по мини-футболу: 2012/13, 2013/14